# 100 Degrees
"100 Degrees" é uma canção da artista musical australiana Kylie Minogue, gravada para o seu décimo terceiro álbum de estúdio e primeiro natalino Kylie Christmas (2015). Conta com a participação de Dannii Minogue, sua irmã, e foi composta por Kylie juntamente com Ash Howes, Richard Stannard e Steve Anderson, sendo produzida pelos três últimos. O seu lançamento como o terceiro single do disco ocorreu em 7 de dezembro de 2015, em que foi distribuído digitalmente em um extended play (EP) de remixes, através da Parlophone e da Warner Bros. Records.

## Desempenho nas tabelas musicais

### Posições
| Tabela musical (2016)                | Melhor posição |
| ------------------------------------ | -------------- |
| Reino Unido (UK Vinyl Singles Chart) | 1              |

## Histórico de lançamento
| Região                          | Data                  | Formato(s)                                                    | Gravadora(s)             |
| ------------------------------- | --------------------- | ------------------------------------------------------------- | ------------------------ |
| Mundo · (exceto Estados Unidos) | 7 de dezembro de 2015 | Download digital (EP de remixes)                              | Parlophone, Warner Bros. |
| Mundo                           | 1 de abril de 2016    | Download digital (versão "Still Disco to Me" - EP de remixes) | Parlophone, Warner Bros. |
| Mundo                           | 17 de junho de 2016   | Vinil (versão "Still Disco to Me")                            | Parlophone, Warner Bros. |